# Bartosz Such
Bartosz Such (ur. 16 marca 1983) – polski tenisista stołowy. Reprezentant kadry narodowej i olimpijskiej Polski seniorów. Zawodnik klubu tenisa stołowego ASTS Olimpii Unii Grudziądz. Jest sponsorowany przez niemiecką firmę tenisa stołowego Donic. Obecnie jeden z najlepszych tenisistów stołowych w Polsce.
- Miejsce w światowym rankingu ITTF: 128
- Styl gry: praworęczny, obustronny atak topspinowy w półdystansie.

Osiągnięcia:
- 5-krotny mistrz Polski w rozgrywkach ekstraklasy mężczyzn z zespołem LKS Odra Roeben Głoska Księginice w 2002, 2003, 2004, 2005 i w 2006
- Brązowy medalista drużynowych Mistrzostw Europy z reprezentacją Polski w 2007
- Mistrz Polski w grze pojedynczej w 2011
- Mistrz Polski w grze podwójnej w parze z Marcinem Kusińskim w 2007
- Brązowy medalista Mistrzostw Polski w grze pojedynczej w 2007
- Srebrny medalista Mistrzostw Polski w grze mieszanej w parze z Magdaleną Górowską w 2006
- 3-krotny brązowy medalista Mistrzostw Polski seniorów w grze pojedynczej w 2003, 2005 i 2006
- 2-krotny srebrny medalista Mistrzostw Polski w grze pojedynczej w 2000 i 2002
- 2-krotny mistrz Europy Juniorów w turnieju drużynowym (razem z Godlewskim, Danielem Górakiem, Jakubem Kosowskim i Matuszewskim) w 1999 i 2000
- Srebrny medalista Mistrzostw Europy juniorów w grze pojedynczej w 1999